# Arquebisbat de Karachi
L'arquebisbat de Karachi (àrab:  آرچ ڈائیوسیس آف کراچی , llatí: Archidioecesis Karachiensis) és una seu de l'Església Catòlica a Pakistan. Al 2013 tenia 182.500 batejats sobre una població de 18.371.000 habitants. Actualment està regida per l'arquebisbe cardenal Joseph Coutts.

## Territori
L'arxidiòcesi comprèn el districte de Karachi, a la província de Sindh.
La seu arxiepiscopal és la ciutat de Karachi, on es troba la catedral de Sant Patrici.
El territori s'estén sobre 180.000 km², i està dividit en 15 parròquies.

## Història
La diòcesi de Karachi va ser erigida el 20 de maig de 1948 mitjançant la butlla Opportunis providentiae del Papa Pius XII, prenent el territori de l'arxidiòcesi de Bombai, de la que era sufragània originàriament.
El 15 de juliol de 1950 la diòcesi va ser elevada al rang d'arxidiòcesi metropolitana amb la butlla Rerum locorumque del mateix Papa Pius XII.
El 28 d'abril de 1958 i el 9 de novembre de 2001 cedí porcions del seu territori, a benefici respectivament de la diòcesi d'Hyderabad i del vicariat apostòlic de Quetta.

## Cronologia episcopal
- James Cornelius van Miltenburg, O.F.M. † (20 de maig de 1948 - 28 d'abril de 1958 nomenat arquebisbe, a títol personal, de Hyderabad a Pakistan)
- Joseph Marie Anthony Cordeiro † (7 de maig de 1958 - 11 de febrer de 1994 mort)
- Simeon Anthony Pereira † (11 de febrer de 1994 – 20 de novembre de 2002 jubilat)
- Evarist Pinto (5 de gener de 2004 - 25 de gener de 2012 jubilat)
- Joseph Coutts, des del 25 de gener de 2012

## Estadístiques
A finals del 2013, la diòcesi tenia 182.500 batejats sobre una població de 18.371.000 persones, equivalent a l'1,0% del total.
| any  | població | població   | població | sacerdots | sacerdots       | sacerdots       | sacerdots             | diaques | religiosos | religiosos | parròquies |
| ---- | -------- | ---------- | -------- | --------- | --------------- | --------------- | --------------------- | ------- | ---------- | ---------- | ---------- |
| any  | batejats | total      | %        | total     | clergat secular | clergat regular | batejats por sacerdot | diaques | homes      | dones      |            |
| 1950 | 22.906   | 7.500.000  | 0,3      | 59        | 15              | 44              | 388                   |         | 16         | 98         | 16         |
| 1970 | 40.200   | 5.000.000  | 0,8      | 67        | 44              | 23              | 600                   |         | 31         | 157        | 13         |
| 1980 | 60.000   | 6.294.000  | 1,0      | 59        | 41              | 18              | 1.016                 | 1       | 38         | 155        | 16         |
| 1990 | 75.000   | 6.400.000  | 1,2      | 65        | 50              | 15              | 1.153                 | 1       | 31         | 175        | 17         |
| 1999 | 141.307  | 1.000.000  | 14,1     | 53        | 39              | 14              | 2.666                 |         | 38         | 188        | 18         |
| 2000 | 152.749  | 11.500.000 | 1,3      | 53        | 39              | 14              | 2.882                 |         | 25         | 181        | 18         |
| 2001 | 149.350  | 11.000.000 | 1,4      | 63        | 38              | 25              | 2.370                 |         | 53         | 165        | 19         |
| 2002 | 150.263  | 11.000.000 | 1,4      | 63        | 37              | 26              | 2.385                 |         | 36         | 152        | 18         |
| 2003 | 142.000  | 13.000.000 | 1,1      | 49        | 34              | 15              | 2.897                 |         | 58         | 157        | 15         |
| 2004 | 145.000  | 14.000.000 | 1,0      | 48        | 34              | 14              | 3.020                 |         | 53         | 157        | 15         |
| 2006 | 151.000  | 14.608.000 | 1,0      | 43        | 32              | 11              | 3.511                 |         | 50         | 157        | 15         |
| 2011 | 166.000  | 15.802.000 | 1,1      | 37        | 26              | 11              | 4.486                 |         | 35         | 165        | 15         |
| 2013 | 182.500  | 18.371.000 | 1,0      | 56        | 34              | 22              | 3.258                 |         | 64         | 163        | 15         |